# När bordet ingen bibel bär
När bordet ingen bibel bär är en tysk visa som också brukar kallas Luthers bibelvisa. Den tyska texten i original Wo keine Bibel ist im Haus, skrevs av Moriz Erdmann Engel till en okänd melodi. Den översattes av rektorn vid folkskoleseminariet i Stockholm, Fredrik Lundgren och publicerades 1907 i Vårt Land. 